# ذراع ذوقيط

تعديل مصدري - تعديل

ذراع ذوقيط هي إحدى قرى عزلة سرار بمديرية سرار التابعة لمحافظة أبين، بلغ تعداد سكانها 75 نسمة حسب تعداد اليمن لعام 2004.